# Hypalastoroides funereus
Hypalastoroides funereus är en stekelart som beskrevs av Giordani Soika 1858. Hypalastoroides funereus ingår i släktet Hypalastoroides och familjen Eumenidae. Inga underarter finns listade i Catalogue of Life.